# Automobile Racing Club of America

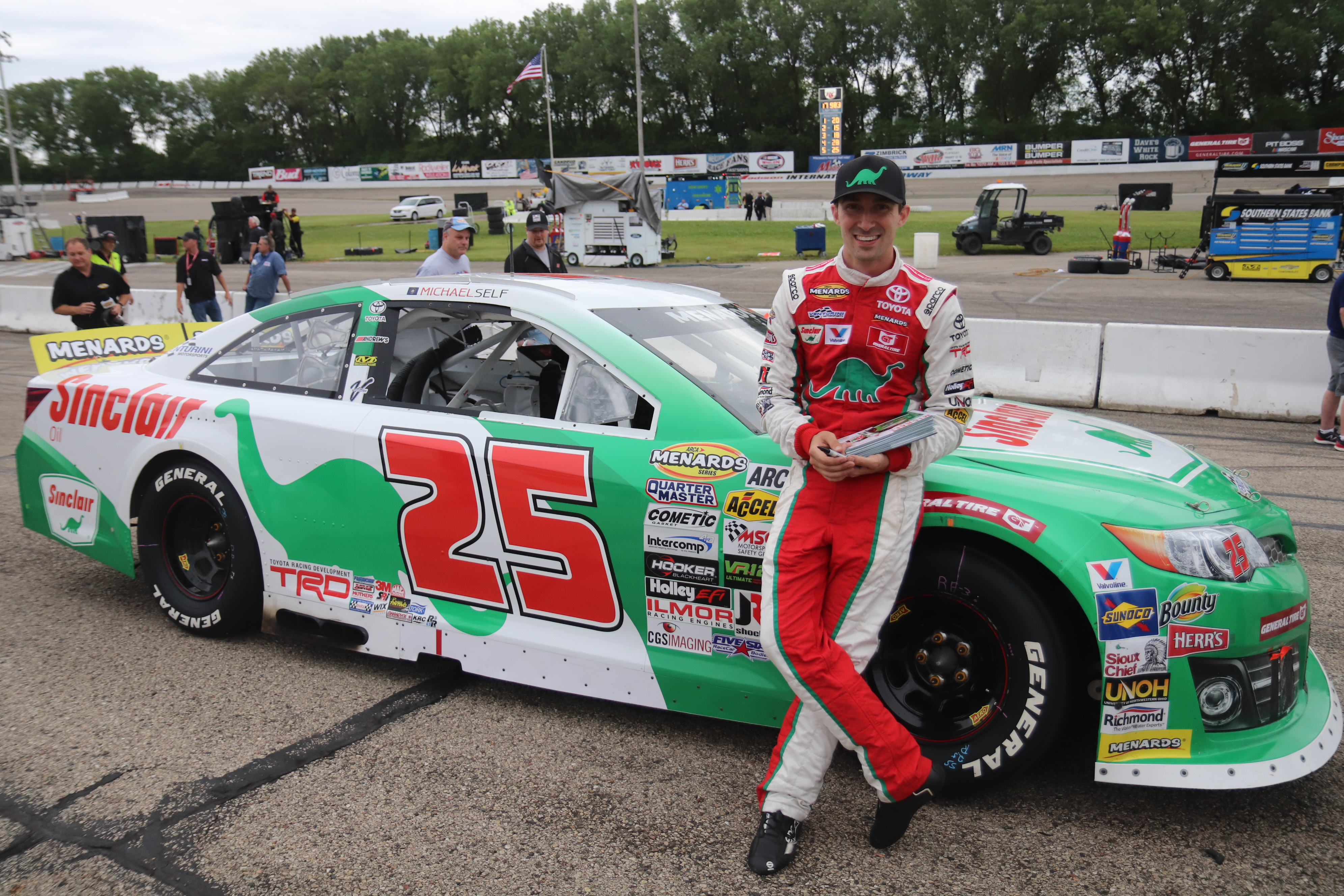
Michael Self, en el Toyota Camry número 25 de Venturini Motorsports en una carrera de las ARCA Menards Series.

El Automobile Racing Club of America (ARCA por sus siglas en inglés) es un organismo que sanciona diversas competiciones de stock cars. Es una subsidiaria de NASCAR, y muchas de sus competiciones son utilizadas por jóvenes pilotos para acceder a NASCAR.

## Historia
ARCA tiene su origen en la Midwest Association for Race Cars (MARC), una competición reginal de carreras de stock cars fundada en 1953 por John Marcum, quien trabajaba en NASCAR. En 1964 cambió el nombre del MARC, ya que se había convertido en una competición de carácter nacional, pasando a denominarse ARCA.
Su primera carrera fue en el circuito de Daytona, en 1964, durante las Daytona Speedweeks. Durante toda su historia, ARCA ha programado sus carreras en el mismo fin de semana que las carreras de NASCAR en los circuitos que comparten en sus calendarios. De este modo, las carreras de ARCA se suelen celebrar viernes o sábado, previamente a las carreras de NASCAR del sábado o domingo.
El 27 de abril de 2018 se hizo público que NASCAR había comprado ARCA. Para fortalecer su relación, en 2020, NASCAR renombró sus series regionales, la NASCAR K&N Pro Series East y la NASCAR K&N Pro Series West, pasando a denominarse ARCA Menards Series East y ARCA Menards Series West.

## Divisiones
La principal división de ARCA es la ARCA Racing Series, denominada ARCA Menards Series por motivos de patrocinio. Desde 2020, ARCA sanciona las divisiones reginales que tenía NASCAR, las renombradas ARCA Menards Series East y ARCA Menards Series West. Estas competiciones sirven a los jóvenes pilotos a progresar hasta llegar a pilotar en las grandes divisiones de NASCAR. Por lo general, los mejores pilotos de estas series pilotan más tarde en la NASCAR Truck Series o en la NASCAR Xfinity Series.
ARCA posee otro gran número de divisiones menores, entre las que destacan el ARCA Midwest Tour, una competición de los llamados Late Model.

## Campeones

### ARCA Menards Series
| Año     | Piloto                     |
| ------- | -------------------------- |
| 1953    | Jim Romine                 |
| 1954    | Bucky Sager                |
| 1955    | Iggy Katona                |
| 1956    | Iggy Katona                |
| 1957    | Iggy Katona                |
| 1958    | Nelson Stacy               |
| 1959    | Nelson Stacy               |
| 1960    | Nelson Stacy               |
| 1961    | Harold Smith               |
| 1962    | Iggy Katona                |
| 1963    | Jack Bowsher               |
| 1964    | Jack Bowsher               |
| 1965    | Jack Bowsher               |
| 1966    | Iggy Katona                |
| 1967    | Iggy Katona                |
| 1968    | Benny Parsons              |
| 1969    | Benny Parsons              |
| 1970    | Ramo Stott                 |
| 1971    | Ramo Stott                 |
| 1972    | Ron Hutcherson             |
| 1973    | Ron Hutcherson             |
| 1974    | Ron Hutcherson Dave Dayton |
| 1975    | Dave Dayton                |
| 1976    | Dave Dayton                |
| 1977    | Conan Myers                |
| 1978    | Marvin Smith               |
| 1979    | Marvin Smith               |
| 1980    | Bob Dotter                 |
| 1981    | Larry Moyer                |
| 1982    | Scott Stovall              |
| 1983    | Bob Dotter                 |
| 1984    | Bob Dotter                 |
| 1985    | Lee Raymond                |
| 1986    | Lee Raymond                |
| 1987    | Bill Venturini             |
| 1988    | Tracy Leslie               |
| 1989    | Bob Keselowski             |
| 1990    | Bob Brevak                 |
| 1991    | Bill Venturini             |
| 1992    | Bobby Bowsher              |
| 1993    | Tim Steele                 |
| 1994    | Bobby Bowsher              |
| 1995    | Andy Hillenburg            |
| 1996    | Tim Steele                 |
| 1997    | Tim Steele                 |
| 1998    | Frank Kimmel               |
| 1999    | Bill Baird                 |
| 2000    | Frank Kimmel               |
| 2001    | Frank Kimmel               |
| 2002    | Frank Kimmel               |
| 2003    | Frank Kimmel               |
| 2004    | Frank Kimmel               |
| 2005    | Frank Kimmel               |
| 2006    | Frank Kimmel               |
| 2007    | Frank Kimmel               |
| 2008    | Justin Allgaier            |
| 2009    | Justin Lofton              |
| 2010    | Patrick Sheltra            |
| 2011    | Ty Dillon                  |
| 2012    | Chris Buescher             |
| 2013    | Frank Kimmel               |
| 2014    | Mason Mitchell             |
| 2015    | Grant Enfinger             |
| 2016    | Chase Briscoe              |
| 2017    | Austin Theriault           |
| 2018    | Sheldon Creed              |
| 2019    | Christian Eckes            |
| 2020    | Bret Holmes                |
| 2021    | Ty Gibbs                   |
| 2022    | Nick Sanchez               |
| 2023    | Jesse Love                 |
| 2024    | Andrés Pérez de Lara       |
| Fuente: |                            |